# Grenand
Le Grenand ou Grenant est une rivière française de l'Avant-Pays savoyard. C'est un affluent de la rive gauche du Thiers à La Bridoire dans le département de la Savoie.

## Géographie
De 6,1 km de longueur, le ruisseau de Grenant, traverse deux communes dans le département de la Savoie :
- La Bridoire, Attignat-Oncin